# La Chapelle-Saint-Aubin
La Chapelle-Saint-Aubin – miejscowość i gmina we Francji, w regionie Kraj Loary, w departamencie Sarthe.
Według danych na rok 1990 gminę zamieszkiwało 1817 osób, a gęstość zaludnienia wynosiła 306 osób/km² (wśród 1504 gmin Kraju Loary La Chapelle-Saint-Aubin plasuje się na 329. miejscu pod względem liczby ludności, natomiast pod względem powierzchni na miejscu 1155.).